# 한양립스 더 스카이
한양립스 더 센트럴(영어: Hanyang leeps the central)는 대한민국 울산광역시 중구 우정동에 개발할 예정이었다. 디자인은 2017년 4월에 공개되었다.
완공되면 울산에서 3번째, 4번째, 5번째, 6번째로 높은 건물이 될 예정이었다. 지진규모 6.7 견디는 내진구조가 적용될 예정이었다. 3개동 아파트에는 최대 2대의 헬기 착륙이 가능하고 반면 1개동 아파트에는 헬기 1대만 착륙이 가능하다.

## 건물

### 구성
총 아파트 3동과 오피스텔 1동으로 구성될 예정이었다.
| 동 명칭 | 층수 | 높이 |
| ------- | ---- | ---- |
| 101동   | 54층 | 200m |
| 102동   | 54층 | 200m |
| 103동   | 54층 | 200m |
| 업무동  | 54층 | 200m |

## 시설

### 아파트 시설
아파트의 시설인 1층에는 상가, 2층 ~ 21층에는 아파트, 22층에는 대피공간, 23층부터 54층까지에는 아파트로 구성될 예정이었다. 54층은 53층의 5301호에서 5303호까지 있다. 지하 1층부터 지하 5층까지는 지하주차장으로 구성될 예정이었다.
| 층수                | 용도       |
| ------------------- | ---------- |
| 23층 ~ 54층         | 아파트     |
| 22층                | 대피공간   |
| 2층 ~ 21층          | 아파트     |
| 1층                 | 상가       |
| 지하 5층 ~ 지하 1층 | 지하주차장 |

### 오피스텔
오피스텔인 1층에는 상가, 2층 ~ 54층에는 오피스텔으로 구성될 예정이었다. 지하 1층부터 지하 5층까지는 지하주차장으로 구성될 예정이었다.
| 층수                | 용도       |
| ------------------- | ---------- |
| 2층 ~ 54층          | 오피스텔   |
| 1층                 | 상가       |
| 지하 5층 ~ 지하 1층 | 지하주차장 |

## 같이 보기
- 대한민국의 마천루 목록
- 울산광역시의 마천루 목록